# James E. West
James Edward Maceo West (* 10. Februar 1931 im Prince Edward County, Virginia) ist ein US-amerikanischer Akustiker und gilt zusammen mit Gerhard Sessler als Erfinder des Elektretmikrofons.

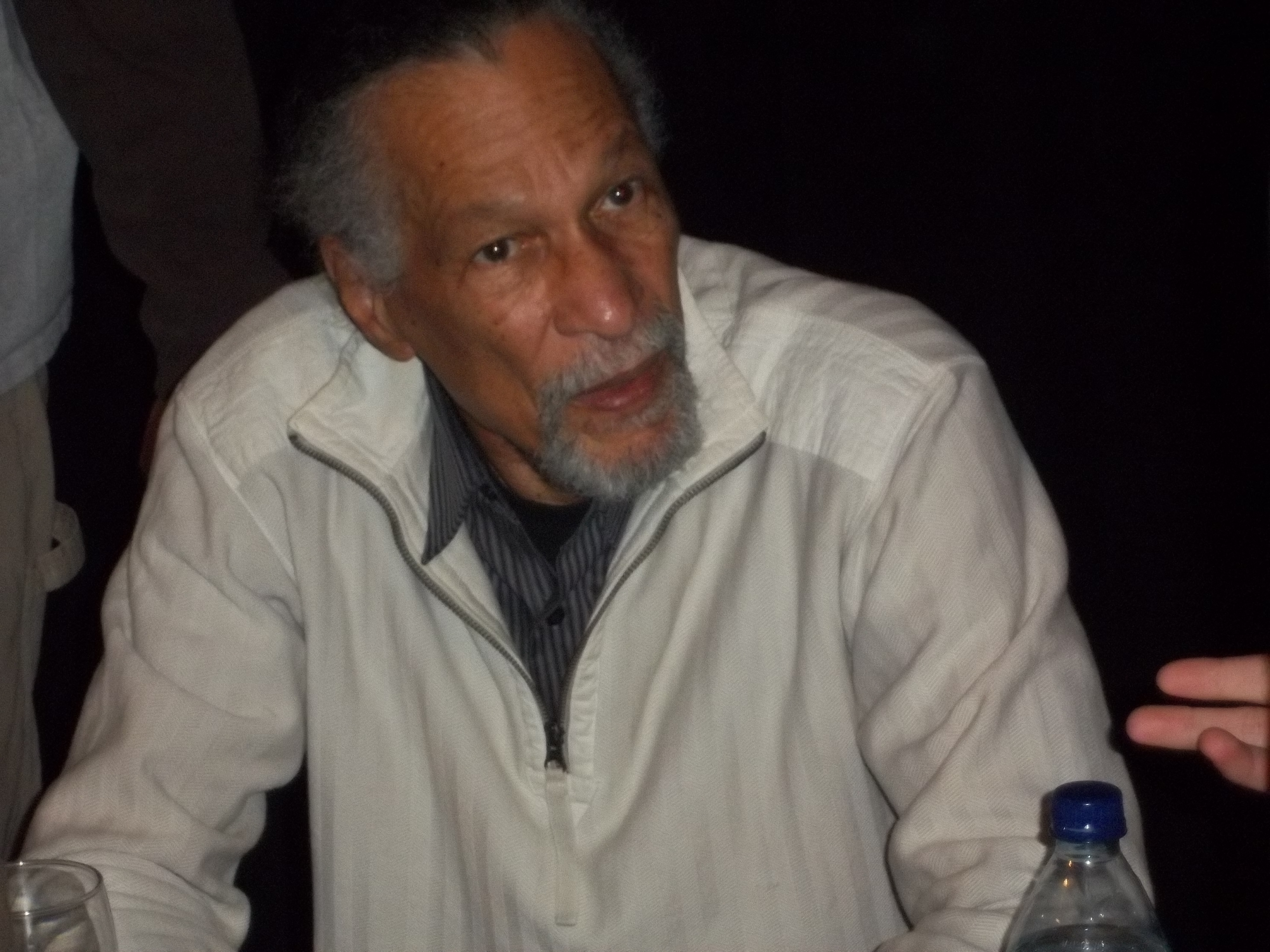
James Edward Maceo West

Seine Eltern waren Samuel West und die Lehrerin Matilda West. James begann sich im frühen Alter für elektrische Phänomene zu interessieren, nachdem er ein altes Radio gefunden und dabei einen elektrischen Schlag erlitten hatte. Im Alter von 12 Jahren half er seinem Cousin, der zeitweise als Elektroinstallateur arbeitete, beim Verlegen elektrischer Leitungen.
Nach der High School begann er auf Wunsch der Eltern ein medizinisches Vorstudium (pre-medical) an der Hampton University, wurde dann aber in den Koreakrieg eingezogen, wo er das Purple Heart erhielt. Danach wechselte er zur Temple University und zur Festkörperphysik. Er begann in den Sommerferien als Praktikant bei den Bell Laboratories, wo er 1957 nach Abschluss seines Bachelor of Science fest eingestellt wurde. Hier entwickelte er mit Gerhard Sessler  das Folien-Elektretmikrofon, wofür sie 1962 ein 1964 erteiltes US-Patent anmeldeten.
Er entwickelte auch Mikrofone mit adaptiver Nahbesprechungscharakteristik, differentielle Mikrophone erster und zweiter Ordnung, Blutdruck-Überwachungssensoren, Breitband-Telefon-Empfänger und Mikrofon-Arrays.
Neben seiner Arbeit zu Wandlern leistete er auch wichtige Beiträge zur Raumakustik. In einem Artikel mit Sessler von 1964 definierte er den seat effect, eine Dämpfung von niedrigen bis mittleren Frequenzen durch die Sitzreihen in Konzertsälen.
Er veröffentlichte über 100 wissenschaftliche Artikel, erhielt 47 US-Patente und über 200 ausländische Patente. Für seine Arbeit zu elektroakustischen Wandlern wurde er in die National Inventors Hall of Fame und die National Academy of Engineering aufgenommen. Seit 1962 ist er Mitglied der Acoustical Society of America. Seit den 1970ern ist er bei Bell Mitglied der Association of Black Laboratories Employees (ABLE).
2001 ging er bei Bell in den Ruhestand und ist nun an der Johns Hopkins University Research Professor of Electrical and Computer Engineering. Er arbeitet dort unter anderem an der technischen Optimierung von Telefonkonferenzen und engagiert sich in Programmen zur Förderung von Frauen und Minderheiten in den naturwissenschaftlichen, mathematischen und technischen Studiengängen.
2006 erhielt er die National Medal of Technology und 2010 mit Sessler die Benjamin Franklin Medal in Electrical Engineering.